# Lista de movimentos de libertação

## Angola
- Frente Nacional de Libertação de Angola (FNLA)
- Movimento Popular de Libertação de Angola (MPLA)
- União Nacional para a Independência Total de Angola (UNITA)
- Frente de Libertação do Enclave de Cabinda (FLEC)

## Guiné Portuguesa
- Movimento de Independência da Guiné (MIG)
- Movimento de Libertação da Guiné e Cabo Verde (MLGC)
- União dos Povos da Guiné (UPG)
- Reunião Democrática Africana da Guiné (RDAG)
- União dos Naturais da Guiné Portuguesa (UNGP)
- União da População Libertada da Guiné (UPLG)
- Movimento de Libertação da Guiné (MLG)
- Frente de Libertação e Independência Nacional da Guiné (FLING)
- Partido Africano para a Independência da Guiné e Cabo Verde (PAIGC)

## Moçambique
- Frente de Libertação de Moçambique (FRELIMO)
- Resistência Nacional Moçambicana (RENAMO)